# Sölvesborgs landskommun
Sölvesborgs landskommun var en kommun i Blekinge län.

## Administrativ historik
När 1862 års kommunalförordningar trädde i kraft bildades över hela landet cirka 2 400 landskommuner (indelningen baserades på socknarna) samt 89 städer och ett mindre antal köpingar.
Det kunde förekomma att en stad och en angränsande landskommun fick samma namn.
I Sölvesborgs socken i Listers härad i Blekinge inrättades då Sölvesborgs landskommun.
Den upphörde år 1952, då den i sin helhet inkorporerades i Sölvesborgs stad.
Området tillhör sedan 1971 Sölvesborgs kommun.

## Politik

### Mandatfördelning i valet 1946
| 12 | 4 | 4 |

| 20 |